# Letux
Letux – gmina w Hiszpanii, w prowincji Saragossa, w Aragonii, o powierzchni 30,15 km². W 2011 roku gmina liczyła 404 mieszkańców.